# Copiapó
Copiapó é uma comuna da província de Copiapó, localizada na Região de Atacama, Chile. Possui uma área de 16.681,3 km² e uma população de 129.091 habitantes (censo de 2002). Copiapó é a capital da província de Copiapó e da Região do Atacama.
A cidade e seus arredores possuem uma grande riqueza mineral e agroindustrial. O grande desenvolvimento da agricultura se deve a aplicações de técnicas de uso eficiente da água, como a irrigação por gotejamento. Isto faz com que uma região árida produza uma das melhores uvas do mercado mundial.
A cidade ficou mundialmente conhecida pelo Acidente na mina San José em 2010.

## Atrativos urbanos
Igreja de Belém: Foi construída pelos jesuitas durante a época colonial e restaurada pela família Fraga em 1856, passando a fazer parte da residência da mesma. Seu mobiliário e santos foram trazidos da França.
Catedral: Está localizada junto à praça de Copiapó. Foi construída entre 1840 e 1851 com estilo neoclássico inglês. Sua construção é de madeira. Sua frente tem colunas e possui uma grande torre quadrada. As lápides de ilustres cidadãos estão conservadas neste templo, declarado Monumento Nacional.
No centro da cidade está a Praça Prat. Era a antiga Praça de Armas da cidade. Em 1880 se plantaram as 84 pimenteiras que ainda hoje existem.
A Estação Ferroviária foi edificada em madeira em 1854. Possui escritórios, salas de espera e plataformas cobertas. Foi restaurada em 1982. É Monumento Nacional.
A Avenida Matta é uma importante artéria da cidade. Possui frondosas árvores e monumentos históricos. Em um de seus extremos está a Casa de Empregados da Ferrovia, em estilo neoclássico, erguida em 1860 e declarada Monumento Nacional.
Igreja de São Francisco: Numa das pequenas praças da Avenida Matta, se encontra esta igreja. Foi construída em madeira revestida de barro, porém quem a observa pensa que é de cimento. Foi edificada em 1872 por franciscanos. Junto à igreja está o convento de San Francisco del Valle, fundado em 1662.